# Vincenzo (famiglia)
I Vincenzo o Di Vincenzo sono una nobile famiglia siciliana che si vuole originaria di Spagna e godette nobiltà nella città Trapani, dove i suoi membri, dalla prima metà del XV secolo fino ai primi anni del XIX secolo, occuparono con regolarità le primarie cariche. Partecipò attivamente alla rivolta trapanese del 1516 al fianco dei Sanclemente, e fu una delle famiglie fondatrici della Confraternita della Carità della Santa Croce. Fu altresì ascritta al patriziato messinese nel XVII secolo.

## Memorie storiche

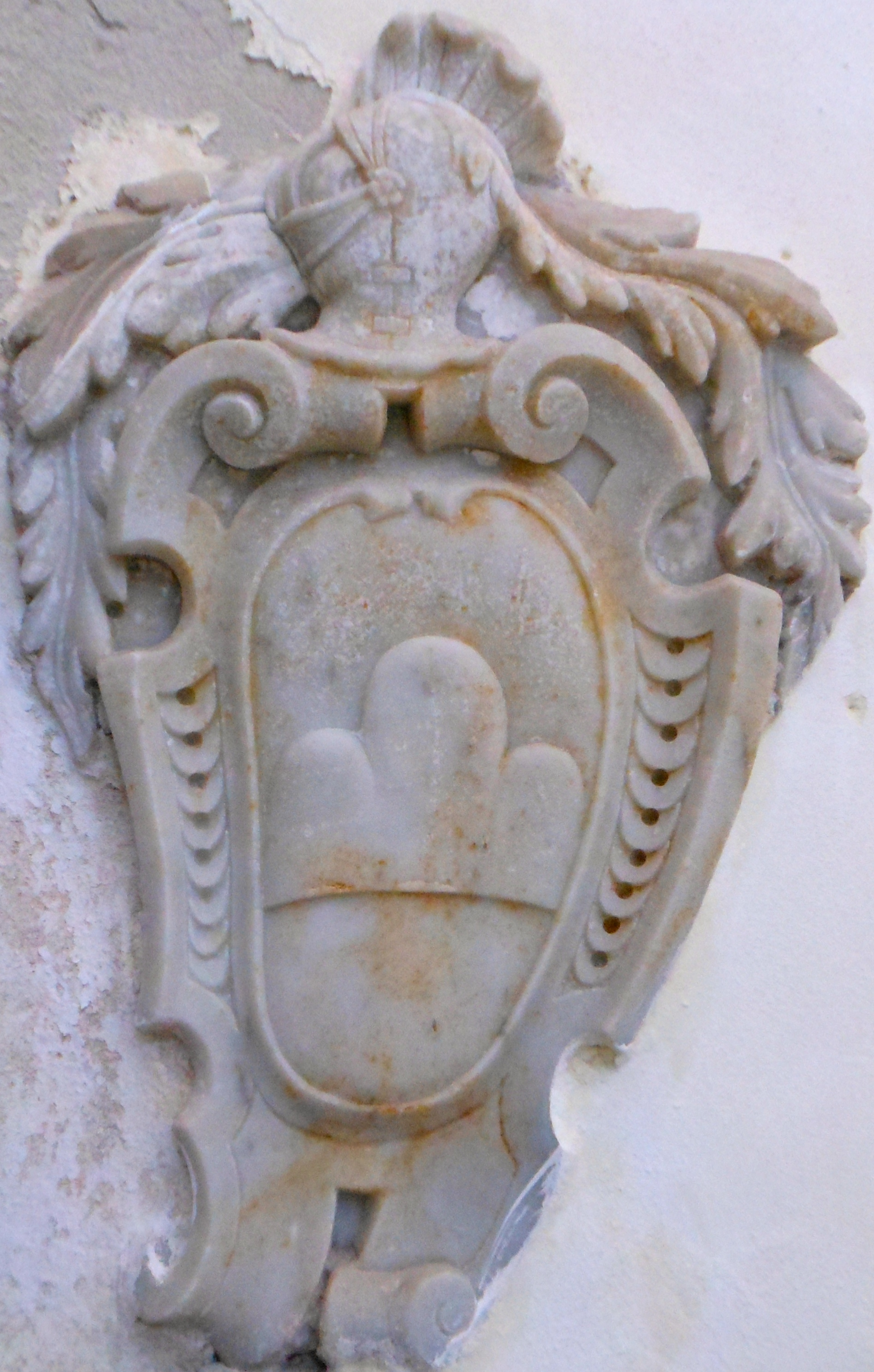
Stemma della famiglia Di Vincenzo

A parere di Filadelfo Mugnos i Vincenzo, oriundi di Spagna, sarebbero passati in Sicilia regnando Martino I di Aragona. Secondo Vincenzo Palizzolo Gravina vi si tramutarono invece durante il regno di Federico III d'Aragona con un Antonino, condottiero di gente d’armi, creato nel 1330 capitano di soccorso del Vallo di Mazara e delle milizie di Trapani dove stabilì la sua famiglia, che ivi fiorì, occupando con regolarità, dalla prima metà del XV secolo fino ai primi anni del XIX secolo, le primarie cariche del senato cittadino, cioè di capitano giustiziere, di senatore e di prefetto (il quale amministrava la giustizia civile), divenendo una delle primarie famiglie patrizie della città.
Il cronista trapanese padre Benigno di Santa Caterina, nella sua opera Trapani profana e sacra, conferma che la casa Vincenzo si distinse nei secoli del basso medioevo e dell’età moderna, essendo decorata di regi militi e regi familiari, della croce gerosolimitana e della carica di maestro razionale del Tribunale del Real Patrimonio; segnatamente tennero tale incarico Giovanni e suo figlio Antonio, regnando Giovanni II d'Aragona. Aggiunge il cronista che i Vincenzo possedettero la baronia di Recalmaimone, e fiorirono anche a Sciacca e a Monte San Giuliano, ma in queste due città si estinsero.
Un Antonio sposò Eufemia Talac, figlia di Lancillotto, barone di Arcudaci, e sorella di Antonio e di Eleonora. Alla morte, senza figli, di Antonio Talac - erede del padre Lancillotto e barone di Arcudaci nel 1375 - avvenuta in data anteriore al 1408, secondo una versione sarebbero successe nel feudo in solidum le due sorelle: Eleonora, sposa di Guglielmo Galanducio, ed Eufemia. Antonio di Vincenzo sarebbe stato quindi, maritali nomine, barone d’Arcudaci. secondo la versione più verosimile, tuttavia, successe la più grande delle due sorelle, Eleonora, madre di Ludovico Galanducio, attestato come feudatario di Arcudaci.
Un Giovanni fu senatore di Trapani nel 1432-1433 e forse fu egli quel Giovanni che nel 1448 tenne la carica di castellano della Colombaia. Un Covino fu senatore nel 1437-1438 e nel 1443-1444, capitano di giustizia nel 1453-1454, e ancora senatore nel 1456-1457 e nel 1460-1461.
Un altro Antonio tenne ripetutamente, nel corso del XV secolo, la carica di senatore: nel 1441-1442, nel 1445-1446, nel 1450-1451, nel 1454-1455, nel 1456-1457, nel 1459-1460, e nel 1463-1464. Per la moglie Antonella di Castrogiovanni, possedette maritali nomine il feudo Racalmaimone, di cui ottenne investitura il figlio Giacomo il 2 luglio 1453; Vito, il figlio primogenito di Giacomo, s’investì il 10 aprile 1498 del feudo Racalmaimone e fu senatore nel 1515-1516 e capitano di giustizia nel 1517-1518.
Un altro Giovanni, signore di Marama, regio familiare e regio consigliere, tenne l’ufficio di regio secreto nel 1458, e fu capitano di giustizia nel 1464-1465 e nell’anno successivo 1465-1466. Un Niccolò fu senatore nel 1494-1495 e un Giacomo Antonio tenne la medesima carica nel successivo anno 1495-1496.
Un altro Antonio, regio cavaliere, tenne la carica capitano di giustizia, mercé patente reale data il 1º settembre 1472, nel 1472-1473, e nuovamente nel 1499-1500 e nel 1504-1505; fu senatore nel 1479-1480, nel 1497-1498, nel 1498-1499 e nel 1506-1507.
Un altro Giovanni fu senatore nel 1500-1501 e nel 1521-1522, mentre nell’anno successivo 1522-1523 fu capitano di giustizia; e tenne ancora la carica di senatore nel 1527-1528, nel 1535-1536 e nel 1539-1540. Un Andrea ricoprì l’ufficio senatorio nel 1504-1505 e nel 1534-1535.
Un Francesco fu capitano di giustizia negli anni 1514-1515, e un altro Francesco tenne la stessa carica negli anni 1552-1553 e 1558-1559, e fu senatore nel 1553-1554, nel 1560-1561 e nel 1565-1566, venendo confermato nell’anno successivo 1566-1567, e ancora tenne la medesima carica nel 1572-1573, nel 1574-1575 e nel 1581-1582.
Un altro Vito tenne la medesima carica nell’anno 1556-1557, essendo eletto il 22 dicembre 1556, nel 1560-1561 e nel 1572-1573. Un Francesco Antonio fu senatore nel 1542-1543 e nel 1556-1557, e capitano di giustizia nel 1549-1550 e nel 1567-1568, morendo durante il mandato.
Un Giacomo fu capitano nel 1544-1545 e nel 1551-1552; senatore nel 1546-1547, nel 1548-1549 e nel 1558-1559. Un Simone fu senatore nel 1582-1583. Un altro Andrea fu senatore nel 1612-1613. Un Onofrio fu senatore nel 1620-1621 e nel 1633-1634; tenne quindi la carica di capitano di giustizia nel 1629-1630.
Un altro Francesco fu senatore nel 1623-1624, nel 1647-1648 e nell’anno successivo 1648-1649. Un Sebastiano fu senatore nel 1651-1652, un Giovanni nel 1656-1657, un Andrea nel 1660-1661 e ancora nel 1670-1671, tenendo la carica di capitano di giustizia nel 1675-1676. Un altro Onofrio fu investito a 11 marzo 1693 di Chiapparia.
Un Simone nel 1638 sposò Caterina Tagliavia Burgio, serva di Dio, la quale cinse il cordone di san Francesco di Paola e fu donna caritatevole, penitente e di santa vita, sepolta nella chiesa del collegio. Fu senatore nel 1658-1659.
Un altro Francesco fu senatore nel 1698-1699, nel 1699-1700 e nel 1724-1725. Reggente della Confraternita della Carità della Santa Croce nel 1709, nel 1715 e nel 1721; tesoriere della stessa nel 1713, nel 1717, nel 1718, nel 1719, e sindaco nel 1724.
Un Antonio fu coadiutore della Confraternita nel 1705, nel 1707 e nel 1709, e un Giacomo tenne la stessa carica nel 1706, essendo quindi tesoriere nel 1712, nel 1718 e nel 1719; fu sindaco della Confraternita nel 1713, reggente nel 1722, e deputato delle nuove famiglie nel 1729.
Un altro Andrea tenne la carica di senatore negli anni 1723-1724, 1728-1729, 1733-1734 e 1739-1740, e quella di capitano di giustizia nel 1730-1731, ottenendo l’ufficio di prefetto nel 1741-1742 ed essendo coadiutore della Confraternita della Carità della Santa Croce nel 1759. Un altro Antonio fu senatore nel 1743-1744. Un Nicolò fu prefetto di Trapani nell’anno 1775-76 e un Andrea tenne la stessa carica nell’anno 1802-1803.

## Parentadi
La famiglia Di Vincenzo si imparentò, nel corso dei secoli, con le primarie famiglie patrizie trapanesi: Cavarretta, Sieri Pepoli, Provenzano, Mongiardino, De Nobili, Sanclemente, Ferro, Riccio.

## Albero genealogico
Nello schema che segue è riportata una sintesi dell'albero genealogico della famiglia:
| | |                                                                                    | |                                                                                                | | |                                                                            |                                                                            |
| | |                                                                                    | Giacomo nobile di Trapani (viv. 1418)                                                                                              |                                                                                                | | |                                                                            |                                                                            |
| | |                                                                                    | |                                                                                                | | |                                                                            |                                                                            |
| | |                                                                                    | |                                                                                                | | |                                                                            |                                                                            |
| | |                                                                                    | Giovanni nobile di Trapani, regio cavaliere, segretario del Regno, maestro razionale del Tribunale del Real Patrimonio (viv. 1433) |                                                                                                | | |                                                                            |                                                                            |
| | |                                                                                    | |                                                                                                | | |                                                                            |                                                                            |
| | |                                                                                    | |                                                                                                | | |                                                                            |                                                                            |
| | |                                                                                    | Antonino nobile di Trapani, regio cavaliere, vicealmirante, maestro razionale del Tribunale del Real Patrimonio (viv. 1456)        |                                                                                                | | |                                                                            |                                                                            |
| | |                                                                                    | |                                                                                                | | |                                                                            |                                                                            |
| | |                                                                                    | |                                                                                                | | |                                                                            |                                                                            |
| | Antonino nobile di Trapani (viv. 1450), ⚭ Bianca Cavarretta                                               | Antonino nobile di Trapani (viv. 1450), ⚭ Bianca Cavarretta                        | |                                                                                                | Giovanni nobile di Trapani, senatore e capitano di giustizia di Trapani (viv. 1500)                                          | Giovanni nobile di Trapani, senatore e capitano di giustizia di Trapani (viv. 1500)                                          |                                                                            |                                                                            |
| | |                                                                                    | |                                                                                                | | |                                                                            |                                                                            |
| | |                                                                                    | |                                                                                                | | |                                                                            |                                                                            |
| Nicolò nobile di Trapani (viv. 1486)                                                                      | Nicolò nobile di Trapani (viv. 1486)                                                                      | Andrea nobile di Trapani, senatore di Trapani (viv. 1486)                          | Andrea nobile di Trapani, senatore di Trapani (viv. 1486)                                                                          |                                                                                                | Francesco nobile di Trapani, regio cavaliere, senatore e capitano di giustizia di Trapani (viv. 1529), ⚭ Giacoma Sanclemente | Francesco nobile di Trapani, regio cavaliere, senatore e capitano di giustizia di Trapani (viv. 1529), ⚭ Giacoma Sanclemente |                                                                            |                                                                            |
| | |                                                                                    | |                                                                                                | | |                                                                            |                                                                            |
| | |                                                                                    | |                                                                                                | | |                                                                            |                                                                            |
| Francesco Antonio nobile di Trapani, senatore e capitano di giustizia di Trapani (viv. 1519)              | Francesco Antonio nobile di Trapani, senatore e capitano di giustizia di Trapani (viv. 1519)              | Andreotta nobile di Trapani (viv. 1494)                                            | Andreotta nobile di Trapani (viv. 1494)                                                                                            | Giacoma nobile di Trapani, ⚭ Onofrio Abrignano, barone della salina dell'isola di san Giuliano | Giacoma nobile di Trapani, ⚭ Onofrio Abrignano, barone della salina dell'isola di san Giuliano                               | Simone nobile di Trapani (viv. 1579), ⚭ Geronima Ferro                                                                       | Simone nobile di Trapani (viv. 1579), ⚭ Geronima Ferro                     |                                                                            |
| | |                                                                                    | |                                                                                                | | |                                                                            |                                                                            |
| | |                                                                                    | |                                                                                                | | |                                                                            |                                                                            |
| Giovanni nobile di Trapani (viv. 1567)                                                                    | Giovanni nobile di Trapani (viv. 1567)                                                                    | Francesco nobile di Trapani, senatore di Trapani(viv. 1560), ⚭ Giacoma Di Vincenzo | Francesco nobile di Trapani, senatore di Trapani(viv. 1560), ⚭ Giacoma Di Vincenzo                                                 |                                                                                                | Giacoma nobile di Trapani, ⚭ Cesare Montalto, nobile di Palermo                                                              | Giacoma nobile di Trapani, ⚭ Cesare Montalto, nobile di Palermo                                                              | Onofrio nobile di Trapani, ⚭ Francesca Riccio                              | Onofrio nobile di Trapani, ⚭ Francesca Riccio                              |
| | |                                                                                    | |                                                                                                | | |                                                                            |                                                                            |
| | |                                                                                    | |                                                                                                | | |                                                                            |                                                                            |
| Caterina nobile di Trapani (viv. 1592), ⚭ Romeo Sieri Pepoli, senatore e capitano di giustizia di Trapani | Caterina nobile di Trapani (viv. 1592), ⚭ Romeo Sieri Pepoli, senatore e capitano di giustizia di Trapani | Andrea nobile di Trapani (viv. 1588), ⚭ Flavia Provenzano                          | Andrea nobile di Trapani (viv. 1588), ⚭ Flavia Provenzano                                                                          |                                                                                                | | | Bartolomeo nobile di Trapani, cavaliere gerosolimitano (ricevuto nel 1645) | Bartolomeo nobile di Trapani, cavaliere gerosolimitano (ricevuto nel 1645) |
| | |                                                                                    | |                                                                                                | | |                                                                            |                                                                            |
| | |                                                                                    | |                                                                                                | | |                                                                            |                                                                            |
| | | Sebastiano nobile di Trapani (viv. 1606), ⚭ Benedetta Mongiardino                  | |                                                                                                | | |                                                                            |                                                                            |
| | |                                                                                    | |                                                                                                | | |                                                                            |                                                                            |
| | |                                                                                    | |                                                                                                | | |                                                                            |                                                                            |
| | | Andrea nobile di Trapani, ⚭ Anna Maria De Nobili                                   | |                                                                                                | | |                                                                            |                                                                            |
| | |                                                                                    | |                                                                                                | | |                                                                            |                                                                            |
| | |                                                                                    | |                                                                                                | | |                                                                            |                                                                            |
| | | Mario Orfeo nobile di Trapani, cavaliere gerosolimitano (ricevuto nel 1666)        | |                                                                                                | | |                                                                            |                                                                            |